# Спинола, Джамбаттиста (младший)
Джамбаттиста Спинола младший (итал. Giambattista Spinola il Giovane; 4 августа 1646, Генуя, Генуэзская республика — 19 марта 1719, Рим, Папская область) — итальянский куриальный кардинал. Племянник кардинала Джамбаттисты Спинола старшего. Секретарь Священной апостольского визита и Священной Конгрегации Священной Консульты с 12 октября 1689 по 28 июля 1691. Губернатор Рима и вице-камерленго Святой Римской Церкви с 28 июля 1691 по 12 декабря 1695. Камерленго Святой Римской Церквии с 24 ноября 1698 по 19 марта 1719. Префект Священной Конгрегации церковного иммунитета с 6 апреля 1714 по 1 января 1716. Кардинал-дьякон с 12 декабря 1695, с титулярной диаконией Сан-Чезарео-ин-Палатио со 2 января 1696 по 25 января 1706.  Кардинал-священник с титулом церкви pro hac vice Сан-Чезарео-ин-Палатио с 25 января 1706 по 19 марта 1719.